# すらぷるため
すらぷるため（1992年8月13日 - ）は、日本のヒューマンビートボクサー。東京都町田市出身。都立成瀬高校、武蔵野美術大学造形学部視覚伝達デザイン学科卒業。

## 概要
主にハードコアテクノやブレイクビーツ、重低音を効かせたヒューマンビートボックスを行う。
また彼曰く絵を描くことも得意としており、武蔵野美術大学時代のデッサンは当時の作品集に掲載されたという。
2009年のヒューマンビートボックスバトルにおいて優勝を果たし、初代かつ最年少の日本のビートボックスチャンピオンとなった。なお、最年少記録は未だに破られていない。
2025年現在、YouTubeでのメインチャンネル登録者は4.19万人、ゲーム実況チャンネル登録者は1190人。

## テレビ
- カスペ! 青春アカペラ甲子園全国ハモネプリーグ11（フジテレビ）
- おもろゲ動画SHOW 投稿！10000000000ビュー（TBSテレビ）
- オトナ養成所 バナナスクール（東海テレビ）
- 有吉ジャポン（TBSテレビ）
- 特ダネ！投稿DO画（NHK）

1. ↑  すらぷるため [@surapurutamez] (13 August 2014). “バースデイぷるため！！！！”. X（旧Twitter）より2019年8月26日閲覧.
2. ↑  https://x.com/surapurutamez/status/346625243953123328?s=46
3. ↑  https://x.com/surapurutamez/status/218112906997403648?s=46
4. ↑  “すらぷるため”. SOUND MUSEUM VISION. 2019年8月26日閲覧。